# Callistoleon illustris
Callistoleon illustris is een insect uit de familie van de mierenleeuwen (Myrmeleontidae), die tot de orde netvleugeligen (Neuroptera) behoort. 
Callistoleon illustris is voor het eerst wetenschappelijk beschreven door Gerstäcker in 1885.